# حللوز
حللوز (به عربی: حللوز) یک روستا در سوریه است که در ناحیه مرکزی جسر الشغور واقع شده‌است. حللوز ۵۴۷ نفر جمعیت دارد.